# Символическая власть
Символи́ческая власть — термин, введённый Пьером Бурдьё для описания специфического типа власти в социуме. 
Впервые данный термин встречается в работе «Различение. Социальная критика суждения вкуса» 1979 года.
П. Бурдьё описывает символическую власть как способность формировать или изменять категории восприятия и оценки социального мира, которые, в свою очередь, могут оказывать непосредственное влияние на его организацию.

В этом смысле символическую власть можно назвать властью «миротворения», которое, по Н. Гудману, состоит в «разобщении и воссоединении, иногда в пределах одной операции», в проведении полного разложения или анализа и последующего соединения или синтеза, часто осуществляемого с помощью ярлыков.— Пьер Бурдьё. Социальное пространство и символическая власть. Пер. В. И. Иванова
В качестве примера Бурдьё приводит марксизм, который привёл к формированию пролетариата как социальной группы, осознающей себя рабочим классом в марксистском его понимании.
Основным источником символической власти является символический капитал. Также важным условием эффективности символической власти является адекватность описания действительности.